# Argyrolepidia angustifascia
Argyrolepidia angustifascia är en fjärilsart som beskrevs av James John Joicey och Talbot 1922. Argyrolepidia angustifascia ingår i släktet Argyrolepidia och familjen nattflyn. Inga underarter finns listade i Catalogue of Life.